# Polypodium virginianum
Фегоптерис виргинский (лат. Polypodium virginianum) — вид многолетних травянистых папоротников из рода Фегоптерис (Phegopteris ) семейства Телиптерисовые (Thelypteridaceae), произрастающий в восточной части Соединенных Штатов и Канаде. Обычно растет на камнях,                                                                                                  иногда и на корнях деревьев.

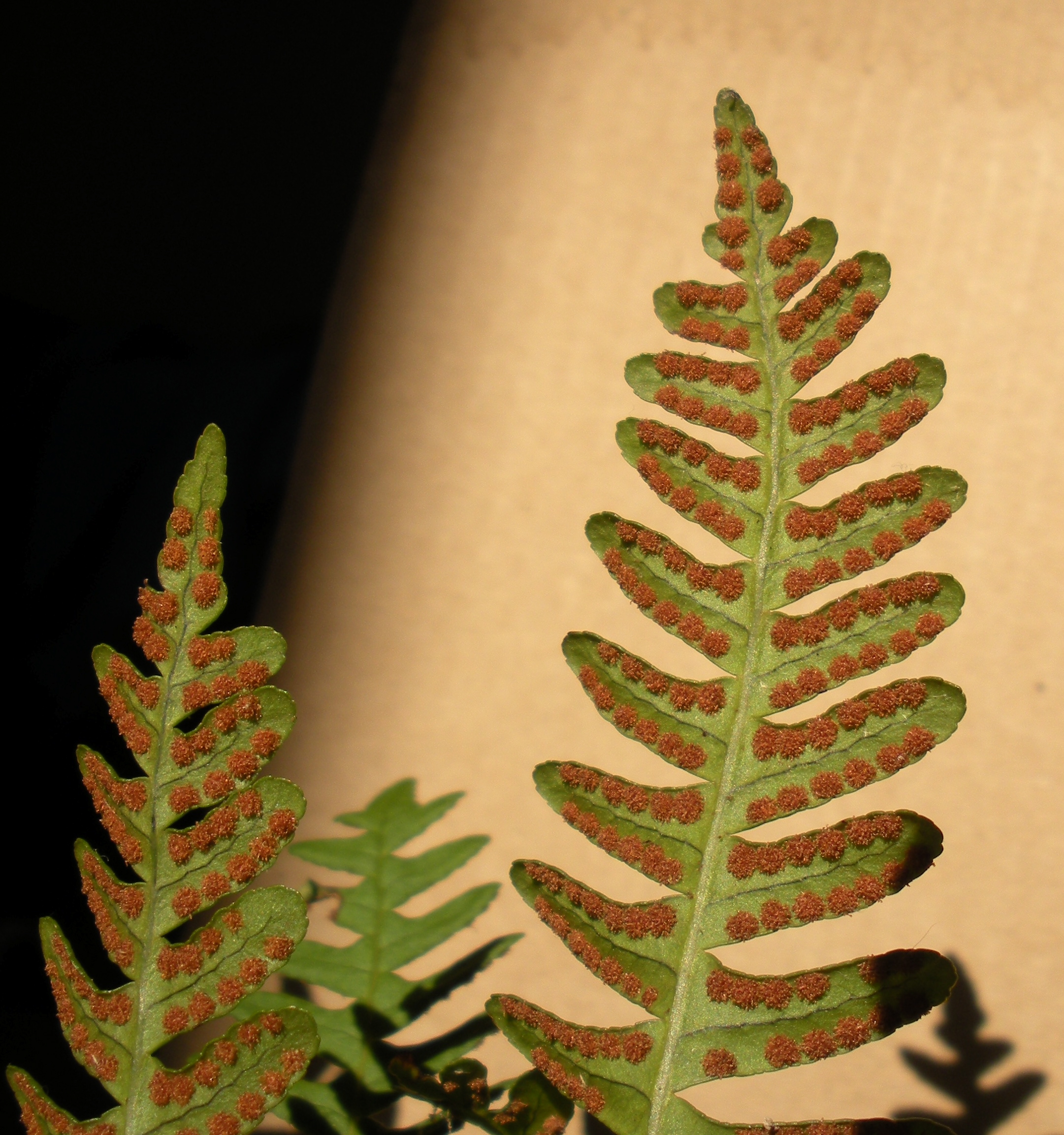
Многочисленные сорусы на листках.

## Описание
Полиподиум виргинский — небольшой корневищный папоротник с узкими листьями длиной до 40 сантиметров и шириной около 4 сантиметров, расположенными на гладких, лишенных чешуи черешках от 3 до 15 сантиметров. Листья продолговатые и перистые с заостренными кончиками. Крупные сорусы видны на нижней стороне плодородных листьев в конце лета и осенью. Спорангии покрыты длинными коричневыми волосками.

## Распространение и среда обитания
Чаще всего растет на валунах, утесах и каменистых склонах и не нуждается в плодовитой почве. Распространен по всей восточной части Северной Америки, территория его распространение простирается от Ньюфаундленда до Юкона, на юг до Джорджии, Алабамы и Арканзаса.